# Lei Mariana Ferrer
A Lei Mariana Ferrer é como ficou conhecida a Lei Federal nº 14.245/2021, sancionada no Brasil em 22 de novembro de 2021 pelo Presidente da República Jair Bolsonaro. A lei visa a coibir o desrespeito contra as vítimas ou supostas vítimas, bem como das testemunhas, de modo a alterar dispositivos legais já existentes, a saber: Código Penal Brasileiro (Decreto-Lei nº 2.848 de 7 de dezembro de 1940), Código de Processo Penal (Decreto-Lei nº 3.689, de 3 de outubro de 1941) e Lei dos Juizados Especiais Cíveis e Criminais (Lei Federal nº 9.099, de 26 de setembro de 1995).
A referida lei decorre do Projeto de Lei n.º 5.096 de 2020, de autoria da deputada federal baiana, pelo Partido Socialista Brasileiro (PSB), Lídice da Mata. Ainda que, no caso Mariana Ferrer, o acusado tenha sido inocentado, considerou-se que, durante a audiência, o advogado de defesa fez "várias menções à vida pessoal de Mariana", inclusive valendo-se de fotografias "íntimas" publicadas em redes sociais. Segundo o projeto de lei, tais atitudes do advogado não constrangeram somente a suposta vítima, mas também "a população", razão pela qual a lei teria a finalidade de "coibir a prática de atos atentatórios à dignidade da vítima e de testemunhas e para estabelecer causa de aumento de pena no crime de coação no curso do processo".
Segundo a alteração ocasionada pela Lei "Mariana Ferrer" no Código de Processo Penal brasileiro, o acrescido art. 400-A afirma que "na audiência de instrução e julgamento, e, em especial, nas que apurem crimes contra a dignidade sexual, todas as partes e demais sujeitos processuais presentes no ato deverão zelar pela integridade física e psicológica da vítima, sob pena de responsabilização civil, penal e administrativa, cabendo ao juiz garantir o cumprimento do disposto neste artigo", proibindo-se "a manifestação sobre circunstâncias ou elementos alheios aos fatos objeto de apuração nos autos" (inciso I) e "a utilização de linguagem, de informações ou de material que ofendam a dignidade da vítima ou de testemunhas" (inciso II), sendo reforçado no mesmo Código, pelo também acrescido art. 474-A.

## Alterações no Ordenamento Jurídico Brasileiro

### Código Penal
Art. 344: Acréscimo do parágrafo único: "A pena aumenta-se de 1/3 (um terço) até a metade se o processo envolver crime contra a dignidade sexual".

### Código de Processo Penal
Foram acrescidos os seguintes artigos:
Art. 400-A: "Na audiência de instrução e julgamento, e, em especial, nas que apurem crimes contra a dignidade sexual, todas as partes e demais sujeitos processuais presentes no ato deverão zelar pela integridade física e psicológica da vítima, sob pena de responsabilização civil, penal e administrativa, cabendo ao juiz garantir o cumprimento do disposto neste artigo, vedadas:
I - a manifestação sobre circunstâncias ou elementos alheios aos fatos objeto de apuração nos autos;
II - a utilização de linguagem, de informações ou de material que ofendam a dignidade da vítima ou de testemunhas."
Art. 474-A: "Durante a instrução em plenário, todas as partes e demais sujeitos processuais presentes no ato deverão respeitar a dignidade da vítima, sob pena de responsabilização civil, penal e administrativa, cabendo ao juiz presidente garantir o cumprimento do disposto neste artigo, vedadas:
I - a manifestação sobre circunstâncias ou elementos alheios aos fatos objeto de apuração nos autos;
II - a utilização de linguagem, de informações ou de material que ofendam a dignidade da vítima ou de testemunhas."

### Lei dos Juizados Especiais Cíveis e Criminais
No art. 81 da referida lei, acresceu-se o parágrafo (§) 1º-A:
Art. 81, § 1º-A: "Durante a audiência, todas as partes e demais sujeitos processuais presentes no ato deverão respeitar a dignidade da vítima, sob pena de responsabilização civil, penal e administrativa, cabendo ao juiz garantir o cumprimento do disposto neste artigo, vedadas:
I - a manifestação sobre circunstâncias ou elementos alheios aos fatos objeto de apuração nos autos;
II - a utilização de linguagem, de informações ou de material que ofendam a dignidade da vítima ou de testemunhas."